# Jugendagentur
In Jugendagenturen beraten erfahrene Sozialpädagogen Jugendliche bei allen jugendrelevanten Fragen und verweisen sie bei Bedarf an spezialisierte Beratungsstellen. 
In allen 44 Stadt- und Landkreisen in Baden-Württemberg gibt es Jugendagenturen. Diese regionalen Einrichtungen sind an die städtische Verwaltung angegliedert und vernetzen alle Einrichtungen der Jugendarbeit in dem jeweiligen Landkreis. Die regionalen Jugendagenturen gibt es seit Ende der 1990er Jahre. Aufgebaut wurden sie im Rahmen des Innovationsprogramms des Landes Baden-Württemberg von der Jugendstiftung Baden-Württemberg.

## Übergang Schule-Beruf
Die Jugendagenturen sind regional tätig und verstehen sich als Vernetzungsstruktur im Themenfeld Übergang Schule - Beruf.
Ein besonders wichtiges Arbeitsfeld ist dabei die Beratung Jugendlicher und ihrer Eltern für den Übergang von der Schule zum Beruf. Daher verfügen die Jugendagenturen über viel Erfahrung in der Vernetzung von Jugendlichen bzw. Schülern und Betrieben. Die Jugendagenturen sollen eine Schnittstelle bilden zwischen Jugendarbeit, Schule, Wirtschaft und staatlichen Einrichtungen/Programmen.